# Taça de Portugal 1940/41
Die Taça de Portugal 1940/41 war die dritte Austragung des portugiesischen Pokalwettbewerbs. Er wurde vom portugiesischen Fußballverband ausgetragen. Das Finale fand am 22. Juni 1941 im Estádio José Manuel Soares von Lissabon statt. Pokalsieger wurde Sporting Lissabon.
Außer dem Finale wurden die Runden in Hin- und Rückspiel ausgetragen. Bei Gleichstand in den beiden Spielen gab es ein Entscheidungsspiel.

## Teilnehmende Teams
| Primeira Divisão (8) | Segunda Divisão (6)                                                                                | Madeira-Meister (1) |
| --- | -------------------------------------------------------------------------------------------------- | ------------------- |
| - Académica de Coimbra - FC Barreirense - Belenenses Lissabon - Benfica Lissabon - Sporting Lissabon - Boavista Porto - FC Porto - CF Unidos | - SC Covilhã - Vitória Guimarães - Leça FC - SC Olhanense - GF Operário Vilafranquense - FC Seixal | - União Madeira     |

## Achtelfinale
União Madeira erhielt ein Freilos.
|                      | Gesamt |                            | Hinspiel | Rückspiel |
| -------------------- | ------ | -------------------------- | -------- | --------- |
| SC Covilhã           | 00:13  | Benfica Lissabon           | 0:5      | 0:8       |
| Belenenses Lissabon  | 15:10  | Boavista Porto             | 7:1      | 8:0       |
| FC Porto             | 8:3    | SC Olhanense               | 3:1      | 5:2       |
| FC Seixal            | 2:7    | Sporting Lissabon          | 1:3      | 1:4       |
| FC Barreirense       | 6:1    | Vitória Guimarães          | 0:0      | 6:1       |
| CF Unidos            | 14:30  | GF Operário Vilafranquense | 7:1      | 7:2       |
| Académica de Coimbra | 11:40  | Leça FC                    | 2:2      | 9:2       |

## Viertelfinale
|                     | Gesamt |                      | Hinspiel | Rückspiel |
| ------------------- | ------ | -------------------- | -------- | --------- |
| CF Unidos           | 5:0    | União Madeira        | 3:0      | 2:0       |
| FC Porto            | 4:5    | Benfica Lissabon     | 4:3      | 0:2       |
| Sporting Lissabon   | 16:20  | Vitória Guimarães    | 12:00    | 4:2       |
| Belenenses Lissabon | 7:1    | Académica de Coimbra | 5:1      | 2:0       |

## Halbfinale
|                     | Gesamt |                  | Hinspiel | Rückspiel |
| ------------------- | ------ | ---------------- | -------- | --------- |
| Sporting Lissabon   | 11:20  | CF Unidos        | 8:1      | 3:1       |
| Belenenses Lissabon | 2:2    | Benfica Lissabon | 0:1      | 2:1       |

### Entscheidungsspiel
|                     | Ergebnis  |                  |
| ------------------- | --------- | ---------------- |
| Belenenses Lissabon | 3:2 n. V. | Benfica Lissabon |

## Finale
| Paarung             | Sporting Lissabon – Belenenses Lissabon |
| Ergebnis            | 4:1 (1:0) |
| Datum               | 22. Juni 1941 |
| Stadion             | Estádio José Manuel Soares, Lissabon |
| Schiedsrichter      | Álvaro Santos |
| Tore                | 1:0 João Cruz (36.) 2:0 João Cruz (48.) 3:0 João Cruz (52.) 3:1 Gilberto (53.) 4:1 Fernando Peyroteo (79.) |
| Sporting Lissabon   | João Azevedo – Octávio Barrosa, Álvaro Cardoso – Manuel Marques , Aníbal Paciência, Gregório dos Santos – Fernando Peyroteo, Armando Ferreira, João Cruz, Adolfo Mourão, Manuel Soeiro Cheftrainer: József Szabó ( Ungarn) |
| Belenenses Lissabon | Salvador Jorge – Oscar Tellechea, António Feliciano, José Simões – Francisco Gomes, Mariano Amaro , Gilberto – Horácio Tellechea, Varela Marques, Bernardo Soares, Rafael Correia Cheftrainer: Artur José Pereira          |